# Empodiodes greatheadi
Empodiodes greatheadi är en tvåvingeart som beskrevs av H. Oldroyd 1972. Empodiodes greatheadi ingår i släktet Empodiodes och familjen rovflugor. Inga underarter finns listade i Catalogue of Life.